# Souselkä
Souselkä är en del av sjön Päijänne i Finland. Den ligger i kommunerna Jämsä, Luhango och Sysmä i landskapen Mellersta Finland och Päijänne-Tavastland i den södra delen av landet, 180 km norr om huvudstaden Helsingfors. Souselkä ligger 74 meter över havet.